# فلورنسا ماكدونالد
فلورنسا ماكدونالد (بالإنجليزية: Florence MacDonald) هي منافسة ألعاب القوى أمريكية، ولدت في 27 أكتوبر 1909 في سيدني ‏ في كندا، وتوفيت في 6 مايو 2008 في جنوب بوسطن ‏ في الولايات المتحدة.

## وصلات خارجية
- فلورنسا ماكدونالد على موقع أوليمبيديا (الإنجليزية)